# Itocyclops yezoensis
Itocyclops yezoensis – gatunek widłonoga z rodziny Cyclopidae; jedyny przedstawiciel rodzaju Itocyclops. Nazwa naukowa tych skorupiaków została opublikowana w 1953 roku przez japońskiego zoologa Takashiego Ito.